# Министр иностранных дел Финляндии
Министр иностранных дел Финляндии (на фин. Ulkoasiainministeri, на швед. Utrikesminister) — министерский пост в Государственном Совете Финляндии (правительстве Финляндии), который занимается иностранными делами Финляндии. Пост учреждён в 1918 году, после получения Финляндией независимости. Нынешний министр иностранных дел — Элина Валтонен.

## Список министров иностранных дел Финляндии с 1918
Приведённый список министров иностранных дел Финляндии включает всех лиц, занимавших эту должность с провозглашения независимости страны:
- Отто Стенрот (27 мая — 27 ноября 1918);
- Карл Энкель (27 ноября 1918 — 28 апреля 1919);
- Рудольф Холсти (28 апреля 1919 — 2 июня 1922);
- Карл Энкель (2 июня — 14 ноября 1922);
- Юхо Веннола (14 ноября 1922 — 18 января 1924);
- Карл Энкель (18 января — 31 мая 1924);
- Ялмар Прокопе (31 мая 1924 — 31 марта 1925);
- Карл Идман (31 марта — 31 декабря 1925);
- Эмиль Сетяля (31 декабря 1925 — 31 декабря 1926);
- Каарле Вяйнё Войонмаа (31 декабря 1926 — 17 декабря 1927);
- Ялмар Прокопе (17 декабря 1927 — 21 марта 1931);
- Аарно Коскинен-Юрьё (21 марта 1931 — 15 декабря 1932);
- Антти Хакцелль (15 декабря 1932 — 7 октября 1936);
- Рудольф Холсти (7 октября 1936 — 16 ноября 1938);
- Каарле Вяйнё Войонмаа (16 ноября — 12 декабря 1938);
- Элиас Эркко (12 декабря 1938 — 1 декабря 1939);
- Вяйнё Таннер (1 декабря 1939 — 27 марта 1940);
- Рольф Виттинг (27 марта 1940 — 5 марта 1943);
- Карл Хенрик Рамсей (5 марта 1943 — 8 августа 1944);
- Карл Энкель (8 августа 1944 — 17 марта 1950);
- Оке Хенрик Гарц (17 марта 1950 — 20 сентября 1951);
- Сакари Туомиоя (20 сентября 1951 — 26 ноября 1952);
- Урхо Кекконен (26 ноября 1952 — 9 июля 1953);
- Ральф Тёрнгрен (9 июля 1953 — 5 мая 1954);
- Урхо Кекконен (5 мая — 20 октября 1954);
- Йоханнес Виролайнен (20 октября 1954 — 3 марта 1956);
- Ральф Тёрнгрен (3 марта 1956 — 27 мая 1957);
- Йоханнес Виролайнен (27 мая — 29 ноября 1957);
- Пааво Хюннинен (29 ноября 1957 — 29 августа 1958);
- Йоханнес Виролайнен (29 августа — 4 декабря 1958);
- Карл Август Фагерхольм (4 декабря 1958 — 13 января 1959);
- Ральф Тёрнгрен (13 января 1959 — 16 мая 1961);
- Виено Йоханнес Сукселяйнен (16 мая — 19 июня 1961);
- Ахти Карьялайнен (19 июня 1961 — 13 апреля 1962);
- Вели Мерикоски (13 апреля 1962 — 18 декабря 1963);
- Яакко Халлама (18 декабря 1963 — 12 сентября 1964);
- Ахти Карьялайнен (12 сентября 1964 — 17 мая 1970);
- Вяйнё Лескинен (17 мая 1970 — 29 октября 1971);
- Олави Маттила (29 октября 1971 — 23 февраля 1972);
- Калеви Сорса (23 февраля — 4 сентября 1972);
- Ахти Карьялайнен (4 сентября 1972 — 13 июня 1975);
- Олави Маттила (13 июня — 30 ноября 1975);
- Калеви Сорса (30 ноября 1975 — 29 сентября 1976);
- Кеийо Корхонен (29 сентября 1976 — 15 мая 1977);
- Пааво Вяюрюнен (15 мая 1977 — 19 февраля 1982);
- Пер Стенбек (19 февраля 1982 — 6 июня 1983);
- Пааво Вяюрюнен (6 июня 1983 — 30 апреля 1987);
- Калеви Сорса (30 апреля 1987 — 31 января 1989);
- Пертти Паасио (1 февраля 1989 — 26 апреля 1991);
- Пааво Вяюрюнен (26 апреля 1991 — 5 мая 1993);
- Хейкки Хаависто (5 мая 1993 — 3 февраля 1995);
- Пааво Рантанен (3 февраля — 13 апреля 1995);
- Тарья Халонен (13 апреля 1995 — 25 февраля 2000);
- Эркки Туомиоя (25 февраля 2000 — 19 апреля 2007);
- Илкка Канерва (19 апреля 2007 — 4 апреля 2008);
- Александр Стубб (4 апреля 2008 — 22 июня 2011);
- Эркки Туомиоя (22 июня 2011 — 29 мая 2015);
- Тимо Сойни (29 мая 2015 — 6 июня 2019);
- Пекка Хаависто (6 июня 2019 — 20 июня 2023);
- Элина Валтонен (с 20 июня 2023).